# 林聯輝
林聯輝（1935年8月－2023年1月9日），中華民國（台灣）律師、政治人物，曾代表中國國民黨在台灣省第四選區（雲嘉南南）當選為第一屆第三、四、五次增額立法委員。